# Принс, Игорь
Игорь Принс (эст. Igor Prins; 21 октября 1966, Пярну, Эстонская ССР, СССР) — советский и эстонский футболист, тренер.

## Карьера
Начинал играть в футбол на первенстве Эстонской ССР. С 1985 по 1990 годы Принс выступал в команде Второй советской лиги «Спорт» (Таллин). После отделения Эстонии из СССР Принс вошёл в национальную сборную страны. За неё он сыграл 20 матчей. В течение 16 лет защитник играл за эстонские команды в местном чемпионате.
В 2003 году Игорь Принс стал ассистентом Тармо Рюютли в «Левадии». Параллельно он продолжал выступать за команды низших дивизионов.
После ухода Рюютли из «Левадии» возглавил клуб. Под его руководством команда дважды выигрывала Мейстрилигу. В 2010 году Принс был уволен из «Левадии». Вскоре он стал главным тренером «Нымме Калью», а в декабре 2014 года ушёл с тренерского поста клуба. В июле 2016 года был назначен главным тренером «Левадии».

## Достижения

### Игрока
- Чемпион Эстонской ССР: 1985, 1986
- Чемпион Эстонии (3): 1995/96, 1999, 2000
- Обладатель Кубка Эстонии (2): 1998/99, 1999/00
- Обладатель Суперкубка Эстонии (3): 1999, 2000, 2001

### Тренера
- Чемпион Эстонии (3): 2008, 2009, 2012
- Обладатель Кубка Эстонии (1): 2009/10
- Обладатель Суперкубка Эстонии (1): 2010

## Интересные факты
- В 2013 году накануне повторного матча футбольной Лиги чемпионов с финским клубом ХИК главный тренер ныммеского «Калью» Игорь Принс предложил своим подопечным пари: в случае победы над финнами он готов был проехать от Таллинна до Пярну на велосипеде или постричься наголо. «Нымме Калью» сумел победить соперников 2:1 и пробился в следующий раунд. На следующий день Принс вышел на тренировку побритым наголо[3].
- Местные СМИ и болельщики называют Игоря Принса «эстонским Алексом Фергюсоном»[4].